# Карлсберг (Німеччина)
Карлсберг (нім. Carlsberg) — громада в Німеччині, розташована в землі Рейнланд-Пфальц. Входить до складу району Бад-Дюркгайм. Складова частина об'єднання громад Геттенляйдельгайм.
Площа — 7,03 км2. Населення становить 3487 ос. (станом на 31 грудня 2020).